# +15

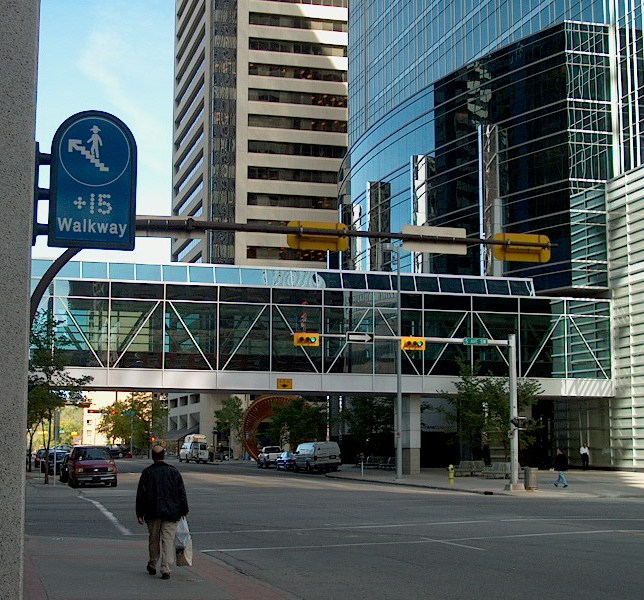
連結兩幢大樓的+15

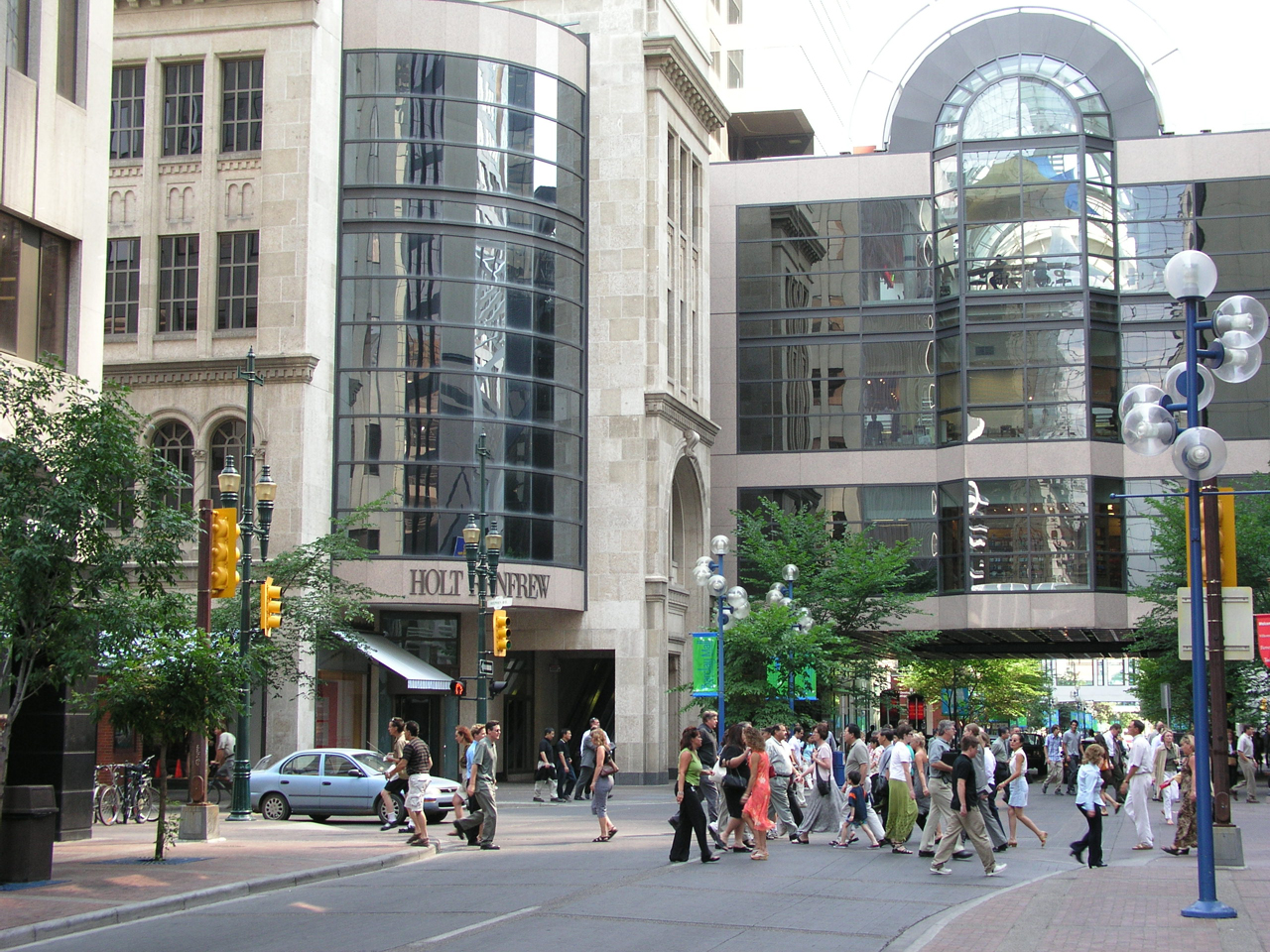
Holt Renfrew百貨

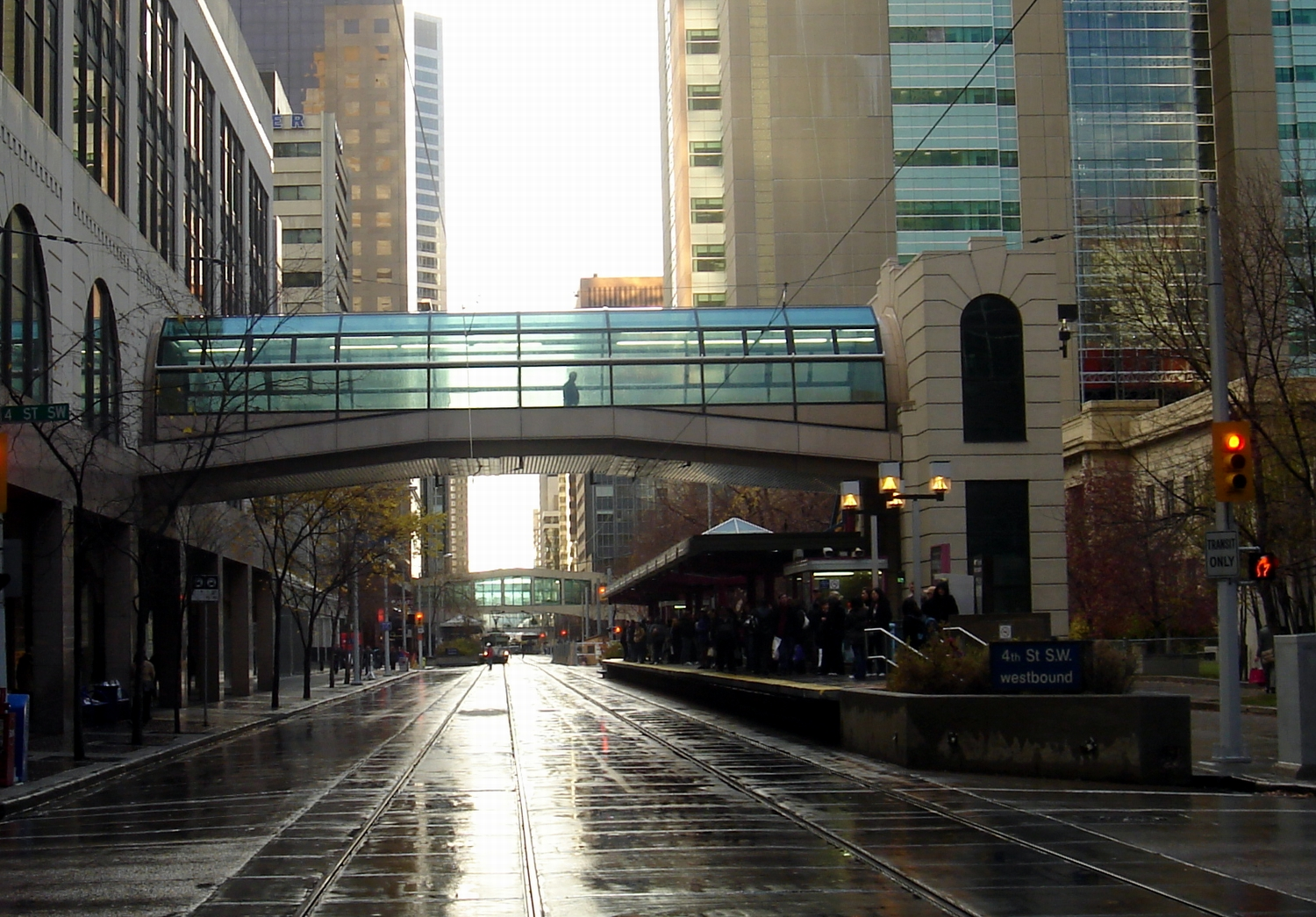
第七大道街景

+15 為加拿大亞伯達省卡加利的人行空廊路網，其總長18公里、跨越62座橋梁，被視為世界上最發達的空廊系統之一。因離地15英呎高，故名為+15。

## 歷史
+15系統為哈羅德漢恩於1966年至1969年間任職於卡加利城市規劃部門時所規劃，+15系統獲得了1970年文森特·梅西獎。
自1970年始，+15系統以59座橋梁連結了數十幢大樓，其系統的中央核心連結了一群相鄰的購物中心以及城市的旗艦百貨公司。新的開發案被要求連接+15系統，做為交換，可以獲得更多總樓面面積。若新大樓無法連結相鄰的大樓，開發商則要貢獻「+15基金」。該基金由城市管理，用以處理未相連的情況。

## +15 系統的未來
為了尋求解決市區街道在白天冷清的現象，卡加利市開始重新評估該系統。+15 系統或被限制擴張，以鼓勵行人重回地面街道。+15 系統伴隨著建築物所提供的服務。都市計畫法規提供租稅優惠給連結大樓的所有權人以及發展商，該政策或將改變。

## 流行文化中的 +15
2000年上映的英語喜劇電影入城之路將 +15 系統作為劇情的核心元素，該片由加里‧伯恩斯執導。

## 連接的建築列表
- 第五大道333號
- 第七大道444號
- 第三大街505號
- 第四大道606號
- 第八大道635號
- 第五大道715號
- 第六大道736號
- 第七大道840號
- 亞伯達省公用能源事業局（英语：Alberta Energy Utilities Board）
- Altius Centre
- 安德魯戴維森大廈
- 亞奎丹塔
- 雅庭一號
- 雅庭二號
- 加拿大銀行
- 銀行家閣
- 銀行家大廈（英语：Bankers Hall）
- 銀行家大廈停車塔
- 班特雷爾大廈
- 天弓大廈停車塔
- 博瓦立學院（英语：Bow Valley College）
- 博瓦立廣場（英语：Bow Valley Square）
- 英國石油中心
- 卡加利教育委員會（英语：Calgary Board of Education）
- Calgary House
- 卡加利萬豪酒店
- 卡加利廣場
- 卡加利塔
- 加拿大廣場
- 道明加拿大信託大樓 (卡加利)（英语：TD Canada Trust Tower, Calgary）
- 加拿大金融大樓
- 坎特拉塔（英语：Canterra Tower）
- Carter House
- 百年廣場停車塔
- 百年廣場（英语：Centennial Place (Calgary)）
- Centre Four
- 世紀公園廣場
- 商會
- 雪佛龍廣場
- 城市中心停車塔
- 市政府
- Citytv/Omni Building
- 會展中心北座
- 會展中心南座
- 核心購物中心（英语：The Core Shopping Centre (Calgary)）
- 達恩大廈
- 三角洲鮑瓦利酒店
- 泥盆紀花園（英语：Devonian Gardens (Calgary)）
- 巨蛋大樓（英语：Dome Tower）
- 道明中心
- 歐克萊爾二座
- 第八大道廣場（英语：Eighth Avenue Place）
- 埃爾夫登中心（英语：Elveden Centre）
- 爱默生中心
- 恩卡納大廈
- Encor Place
- 艾普克藝術中心（英语：EPCOR Centre for the Performing Arts）
- 安永大廈（英语：Ernst and Young Tower）
- 費爾蒙帕利澤酒店（英语：Fairmont Palliser Hotel）
- 五五大廈（英语：Fifth and Fifth）
- 第五大道廣場（英语：Fifth Avenue Place (Calgary)）
- 第一亞伯達中心
- 第一加拿大中心
- 四四大廈
- 法瑪斯特塔
- 格林堡博物館（英语：Glenbow Museum）
- 海灣加拿大廣場
- 汉诺威广场
- 加拿大政府亨利海斯大樓
- 山楂套房酒店
- 霍靈斯沃斯大樓
- Holt Renfrew百貨（英语：Holt Renfrew）
- Home Oil Tower
- 凱悅酒店
- Intact Place
- 國際酒店
- Iveagh House
- 約翰鲍林大廈
- 賈米森大廈（英语：Jamieson Place (Calgary)）
- 蘭開斯特大廈
- Life Plaza
- 利文斯頓廣場大廈
- 倫敦之家飯店
- Mobil Tower
- 蒙特利爾工程廣場
- 市政廳大廈
- 尼克森大廈
- Northland Building
- Northland Place
- 帕麗沙南樓
- 帕麗沙廣場（英语：One Palliser Square）
- 泛北極中心
- Pertogen Building
- Petex Building
- 石油大樓
- 800號大廈
- 警察總部
- 省法院
- 華美達酒店
- 洛磯山閣
- 洛磯山廣場
- 羅斯林大廈
- 加拿大皇家銀行
- 桑德曼酒店（英语：Sandman Inn）
- 桑吉爾大樓
- 豐業銀行大廈
- 斯科細亞中心（英语：Scotia Centre (Calgary)）
- 塞爾寇克大樓
- 貝殼中心
- 喜來登套房
- 聖瑞吉酒店
- 標準人壽大樓
- 證券交易大樓
- 森科能源中心（英语：Suncor Energy Centre）
- 永明廣場 (卡加利)（英语：Sun Life Plaza (Calgary)）
- 研科卡加利大樓
- 哈德遜灣百貨公司
- 天弓大廈（英语：The Bow (skyscraper)）
- 卡加利橫加公司大廈（英语：TransCanada Tower, Calgary）
- Trimac House
- Watermark Tower
- 西加拿大大廈（英语：Western Canadian Place）
- 西聯匯款
- 威士汀酒店
- 勞工賠償委員會辦公樓
- 基督教女青年會

## 另見
- 人行天橋
- 蒙特婁地下城市

## 外部連結
- +15地圖（页面存档备份，存于）
- Plus 15 Network Map
- +15 Ninja - Directions, Meetups & Directory

51°2′50.05″N 114°4′8.19″W / 51.0472361°N 114.0689417°W